# Andreea Trăilă
Andreea Trăilă (n. 30 noiembrie 1991, București) este o handbalistă română care până în vara anului 2020 a jucat pentru clubul CS Rapid București pe postul de intermediar stânga. Andreea a început să joace handbal în 2003 la echipa Colegiul Tehnic Media din București. Prima echipă de senioare pentru care a evoluat a fost Rulmentul Brașov, a trecut apoi pe la CSM Bacău și Știința București iar din 2016 până în 2020 a jucat pentru Rapid București. A participat cu selecționata României la Universiada de vară din 2015, unde aceasta s-a clasat pe locul al șaselea. De asemenea, a participat cu selecționata României la Campionatul Mondial Universitar Spania 2016, unde aceasta a obținut medaliile de argint.
Andreea percepe clubul Rapid ca;
„...un club cu o istorie impresionantă și cu o susținere superbă din partea suporterilor!...E fantastic să joc la CS Rapid!”
Modelul ei ca jucătoare este Anita Görbicz, culoarea ei preferată este negru, iar pe tricou poartâ numărul preferat 9.

## Palmares
- Campionatul Mondial Universitar:
  -  Finalistă: 2016